# Уэллендский канал
Уэ́ллендский кана́л (англ. Welland Canal) — судоходный канал в Канаде протяжённостью 42 км от Порт-Уэллера (Онтарио) на озере Онтарио до Порт-Колборна (Онтарио) на озере Эри. Этот канал как часть морского пути Святого Лаврентия позволяет кораблям подниматься на Ниагарский эскарп и спускаться с него, минуя Ниагарский водопад.
Ежегодно через Уэллендский канал перевозится около 40 млн тонн грузов на примерно 3 тыс. океанских и озёрных кораблей. Этот канал являлся важным фактором роста города Торонто. Первоначальный и последующие каналы позволяли перевозить товары из таких портов Великих озёр, как Детройт, Кливленд, Уинсор, и других высокоразвитых районов США и Онтарио в порт Монреаля или в город Квебек, где они обычно перегружались на океанские корабли для международных перевозок.
Создание Уэллендского канала привело к прекращению использования Трент-Севернского водного пути, связывающего озеро Онтарио с озером Гурон, в качестве торгового пути для транспорта Великих озёр.
Южный конец Уэллендского канала на озере Эри, расположенный у Порт-Колборна, на 49,5 метра выше северного конца канала в Порт-Уэллере на озере Онтарио. На этом канале имеется восемь судоходных шлюзов по 24,4 метра в ширину и 233,5 метра в длину. Из-за автомобильной эстакады Гарден-Сити максимальная разрешённая высота мачт кораблей на этом канале составляет 35,5 метра. Все остальные железнодорожные и шоссейные переправы через Уэллендский канал организованы либо по разводным мостам (вертикально-подъёмным или раскрывающимся), либо по подземным тоннелям. Максимально допустимая длина корабля на этом канале составляет 225,5 метра, осадка — 8,08 метра. В среднем путь по всей длине Уэллендского канала занимает у кораблей около одиннадцати часов.